# Chauffecourt
Chauffecourt – miejscowość i gmina we Francji, w regionie Grand Est, w departamencie Wogezy.
Według danych na rok 1990 gminę zamieszkiwało 26 osób, a gęstość zaludnienia wynosiła 14 osób/km² (wśród 2335 gmin Lotaryngii Chauffecourt plasuje się na 1019. miejscu pod względem liczby ludności, natomiast pod względem powierzchni na miejscu 1231.).